# Ctenolophus
Ctenolophus là một chi nhện trong họ Idiopidae.